# Nordvågen

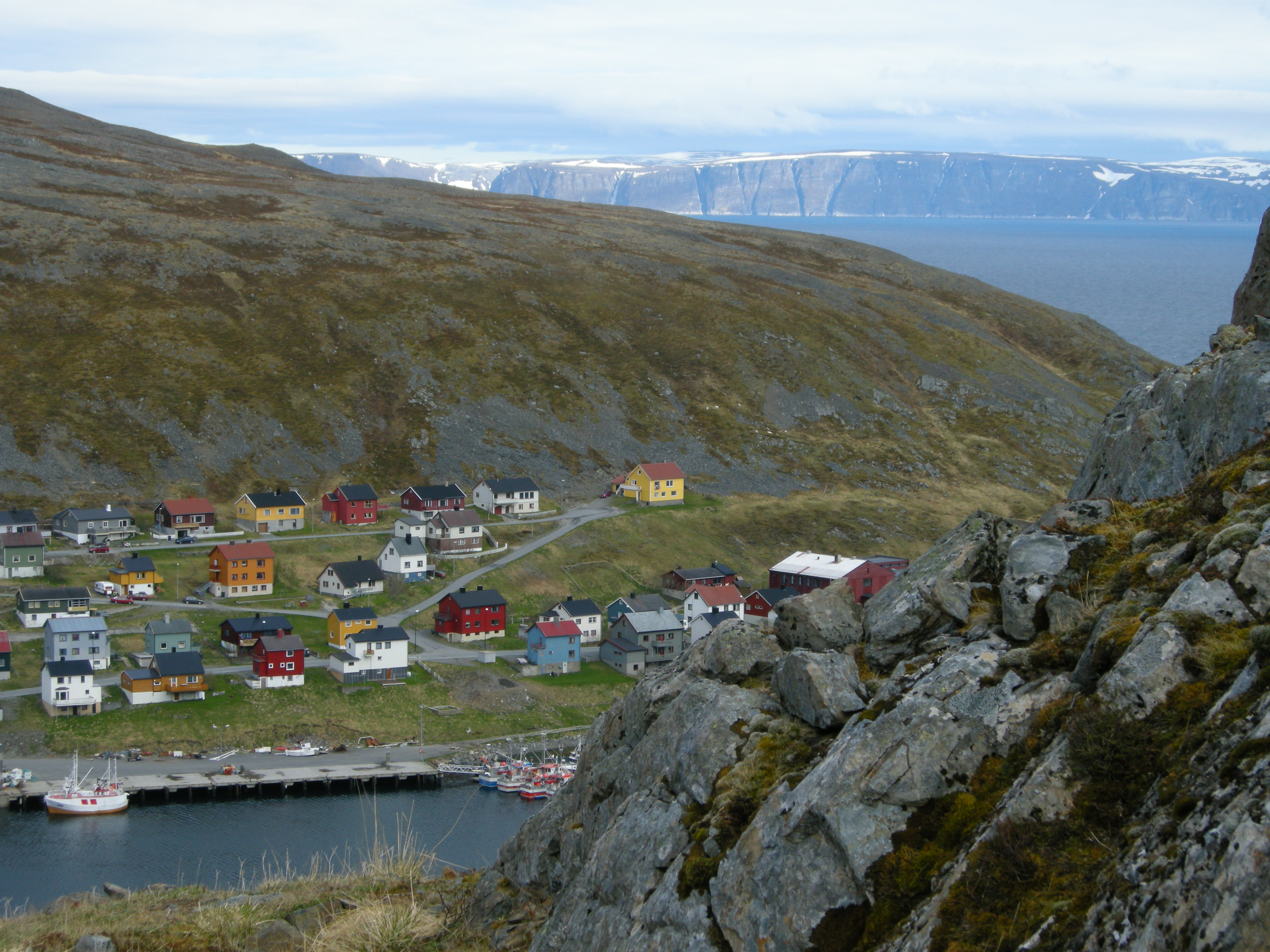
Teilansicht des Ortes

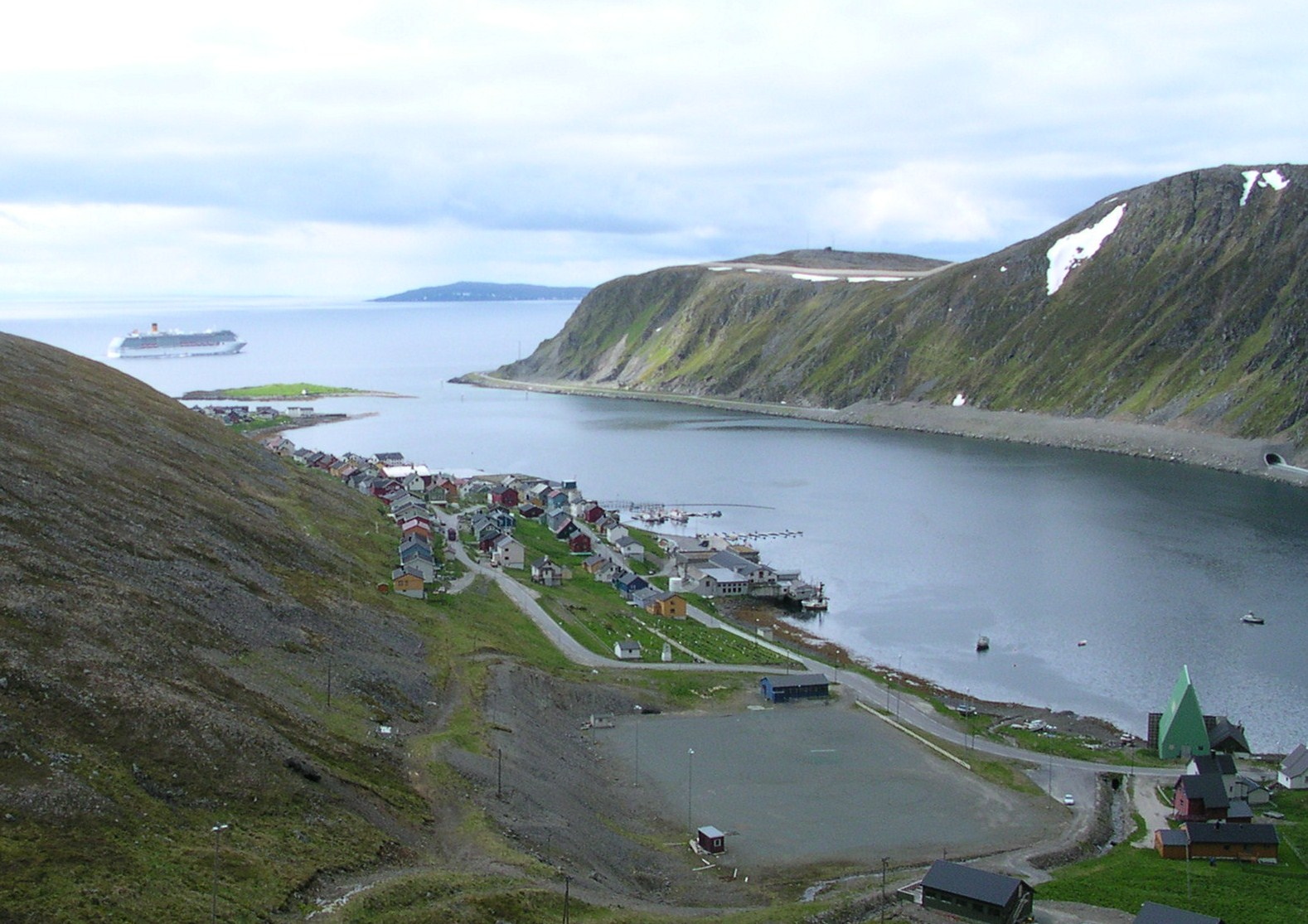
Blick auf Nordvågen

Nordvågen oder Nordvaagen ist eine  Siedlung in der Kommune Nordkapp auf der norwegischen Insel Magerøya in der Provinz Finnmark mit einer Fläche von 0,22 km ² und mit rund 422 Einwohnern. Die Siedlung liegt ebenso wie das Nordkapp und der ca. 3 km westlich gelegene Hauptort der Insel Honningsvåg auf 71° Nord. Nordvågen verfügt über den größten Fischereihafen der Insel.
Die Straßenverbindung zwischen Honningsvåg und Nordvågen ist mittlerweile durch Lawinenverbauungen gesichert und ganzjährig befahrbar. Südlich ist dem Ort die Insel Nordvågholmen vorgelagert.
Zahlreiche Rentiere haben oberhalb des Ortes ihre Sommerweiden.
Der am Ortsrand gelegene Skilift im Lilledalen gilt als der nördlichste Europas.
Am Ende des Zweiten Weltkrieges wurde am 11. November 1944 diese Siedlung, wie alle Orte auf der Insel Magerøya, von der deutschen Wehrmacht wegen der von Adolf Hitler angeordneten Politik der verbrannten Erde im Zuge des Unternehmens Nordlicht vollständig zerstört.
Nach Wiederaufbau des Orts wurde in Nordvågen eine Garnelenfabrik betrieben, in der bis zu 100 Menschen arbeiteten, die jedoch Ende des 20. Jahrhunderts geschlossen wurde.